# 21723 Іньїньу
21723 Іньїньу (21723 Yinyinwu) — астероїд головного поясу, відкритий 9 вересня 1999 року.
Тіссеранів параметр щодо Юпітера — 3,274.
Названо на честь призера конкурсу Intel International Science and Engineering Fair Іньїнь У, яка 2006 року зайняла друге місце.